# Барсуков, Алексей Алексеевич
Алексе́й Алексе́евич Барсуко́в (12 декабря 1908, Моршанск, Тамбовская губерния — неизвестно) — советский инженер, конструктор станков.

## Биография
Родился в 1908 году в Моршанске. В 1935 году окончил Московский станкоинструментальный институт. Служил в армии в 1938-1939 гг. и в период Великой Отечественной войны, старший техник-лейтенант.
С 1950 года заведовал отделом в Научно-исследовательском экспериментальном институте металлорежущих станков (ЭНИМС).

## Награды
- Лауреат Ленинской премии (1958) — за разработку конструкции и промышленное освоение гаммы высокопроизводительных автоматизированных станков для обработки конических зубчатых колёс
- Медаль «За оборону Москвы»[2]